# Chytonix subalbonotata
Chytonix subalbonotata är en fjärilsart som beskrevs av Shigero Sugi 1959. Chytonix subalbonotata ingår i släktet Chytonix och familjen nattflyn. Inga underarter finns listade i Catalogue of Life.